# Caroline Dhavernas
Caroline Dhavernas (Montreal, 15 de maio de 1978) é uma atriz canadense. Ficou mais conhecida nos Estados Unidos pela personagem "Jaye", da série Wonderfalls, exibida pela FOX, e na aclamada série Hannibal, da NBC como a Dra. Alana Bloom, ambas de Bryan Fuller.

## Filmografia
- Comme un Voleur (1990) .... Gabrielle
- Marilyn (1991–1993) .... Abeille
- Zap (1993–1996) .... Isabelle Daigneault
- Cap Tourmente (1993) .... Valérie Huot
- Urgence (1996–1997) .... Josianne Villeneuve
- L'oreille de Joé (1996) ....
- Lobby (1997) .... Roxanne
- Réseaux (1998) .... Christine
- Running Home (1999) .... Jessica
- Le polock (1999) .... Camille Langlois
- L'île de sable (1999) .... Manou
- Tag (2000) .... Stéphanie
- The Secret Adventures of Jules Verne (1 episódio, "The Golem", 2000) .... Angélique Doré
- Lost and Delirious (2001) .... Kara
- Heart: The Marilyn Bell Story (2001) .... Marilyn Bell
- Out Cold (2001) .... Anna Majors
- Les moutons de Jacob (2002) .... Caroline
- Edge of Madness (2002) .... Annie Herron e intérprete de My Love's Like A Red, Red Rose
- Law & Order (1 episódio, "Girl Most Likely", 2002) .... Alicia Milford
- The Baroness and the Pig (2002) .... Emily
- The Tulse Luper Suitcases, Part 1: The Moab Story (2003) .... Passion Hockmeister
- The Tulse Luper Suitcases: Antwerp (2003) .... Passion Hockmeister
- Nez rouge (2003) .... Nathalie Lachance
- Fox & Friends (1 episódio, "6 de março de 2004", 2004) .... Ela própria
- On Air with Ryan Seacrest (1 episódio, "12 de março de 2004", 2004) .... Ela própria
- Wonderfalls (13 episódios, 2004) .... Jaye Tyler
- Tout le monde en parle (1 episódio, "14 de novembro de 2004", 2004) .... Ela própria
- These Girls (2005) .... Keira St-George
- Niagara Motel (2006) .... Loretta
- Comme tout le monde (2006) .... Claire
- Hollywoodland (2006) .... Kit Holliday
- La belle bête (2006) .... Isabelle-Marie
- Breach (2007) .... Juliana O'Neill
- Surviving My Mother (2007) .... Bianca
- Passchendaele (2008) .... Sarah Mann
- The Cry of the Owl (2009) .... Nickie Grace
- De père en flic (2009) .... Geneviève
- The Pacific (2010) ... Vera Keller
- Law & Order: Criminal Intent (1 episódio, "Love Sick", 2010) ... Maya
- Wrecked (2011) ... Woman
- Hannibal (2012/2013) ... Drª. Alana Bloom
- Mary Kills People (2017) ... Mary